# Ксанаду
Ксанаду или Шангди (кин: 上 都) била је летња престоница Кублај-кановог Монголског царства, које је заузимало већи део Азије. Археолошки налази сугеришу да се град налазио у данашњој Унутрашњој Монголији (Кина), око 275 км северно од Пекинга и 28 км северозападно од модерног града Дуолуна.
На његовом месту је постојао старији кинески град Каипинг којег је у периоду од 1252.-1256. године урбанизирао поједностављени архитекта Лиу Бингзхонг, по кинеском плану заснованом на Фенг шуи ју. Нови град површине од око 25.000 хектара је био јединствен покушај спајања номадске Монголске и културе Хан Кинеза. Због тога је подручје Ксанадуа уписано на УНЕСКО-в списак места светске баштине у Азији 2012. године.
Састојао се од четвоугаоног "Спољашњег града" (страна око 2,2 км), "Унутрашњег града" (страна око 1,4 км) и палате, у којој је Кублај-кан (страница око 550 м) боравио лети. За палату се верује да је била упола величине Забрањеног града у Пекингу, Кина. Данас су од ње остали само доњи делови зидова и тераса од опеке у средишту унутрашњег града. Поред њих, данас се на археолошким остацима могу препознати и неки храмови, гробнице, номадске насеобине и Тиефан'ганг канал, те други водоводни радови.
Монголски канови су направили врло мало промена у својој земљи, држећи се конфучијанске и таоистичке филозофије, и ремоделирајући власт домаћих династија које су покорили. Верска расправа у Ксанаду је довела до монголског ширења тибетанског будизма у околини североисточне Азије, културно верска традиција која је још снажна у многим областима. Такође, владари из Ксанадуа су отворили царство западњацима, допуштајући путницима попут млетачког истраживача Марка Пола 1275. године извештавати о чудима источне престолнице Европљанима. Његов опис Ксанадуа је најобимнији, а спомиње палату у мермеру и позлаћеним собама испуњеним фигурама људи и животиња, те Унутрашњи град као парк препун бројних врста животиња (без звери) и птица које су служиле као храна царским јастребовима и соколовима. Надаље, у шумовитом делу унутрашњег града Марко Поло наводи још једну прозрачну палату на позлаћеним дрвеним стубовима и затворену свилом коју је Цар сваке године након летовања дао раставити и пренети у зимску престоницу даду(данашњи Пекинг).
Године 1614, енглески свештеник Самјуел Пурчас је опис Ксанадуа Марка Пола објавио у својој књизи Пурчасово Ходочашће.